# Schloss Neideck

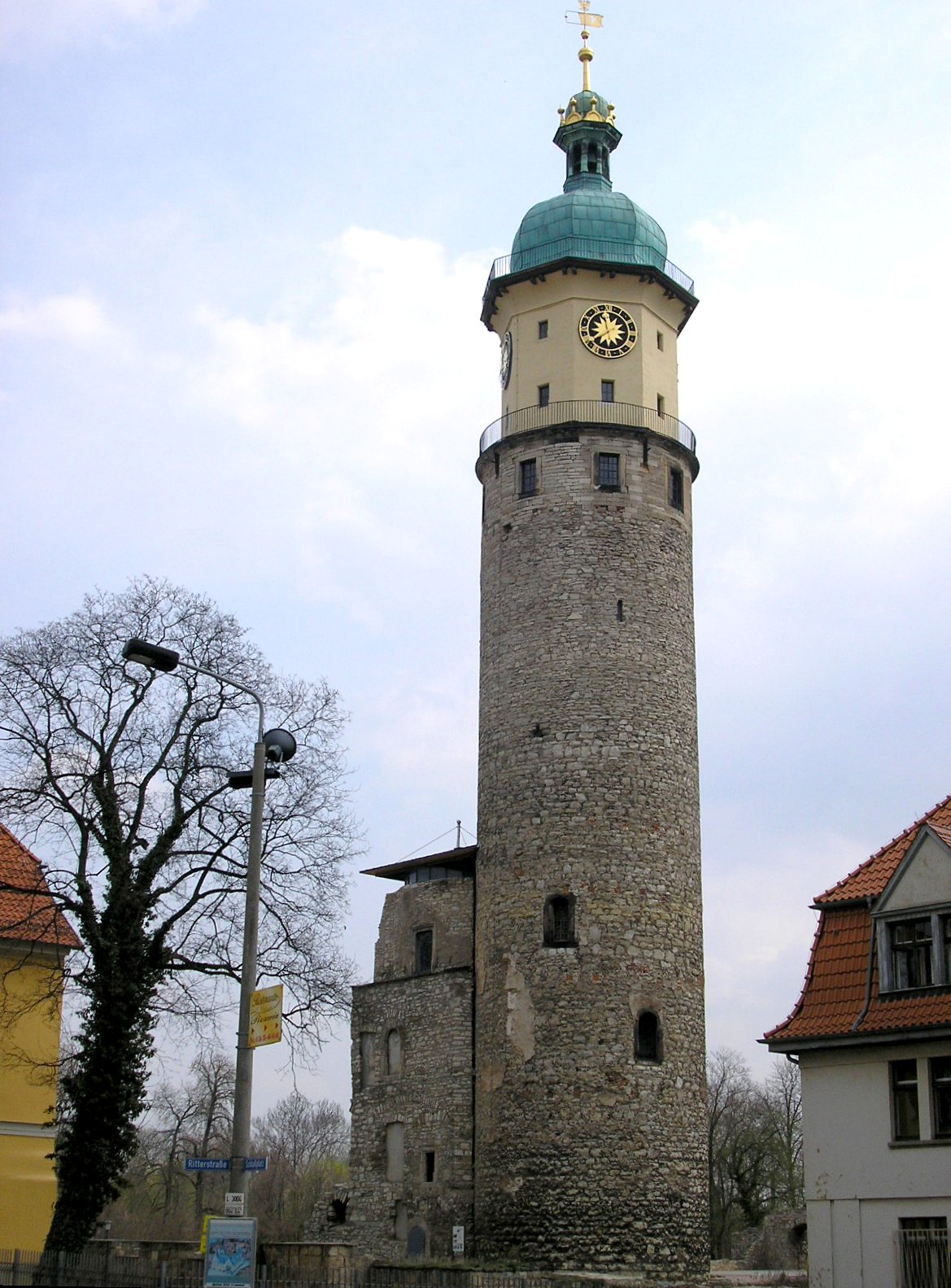
Schlossturm

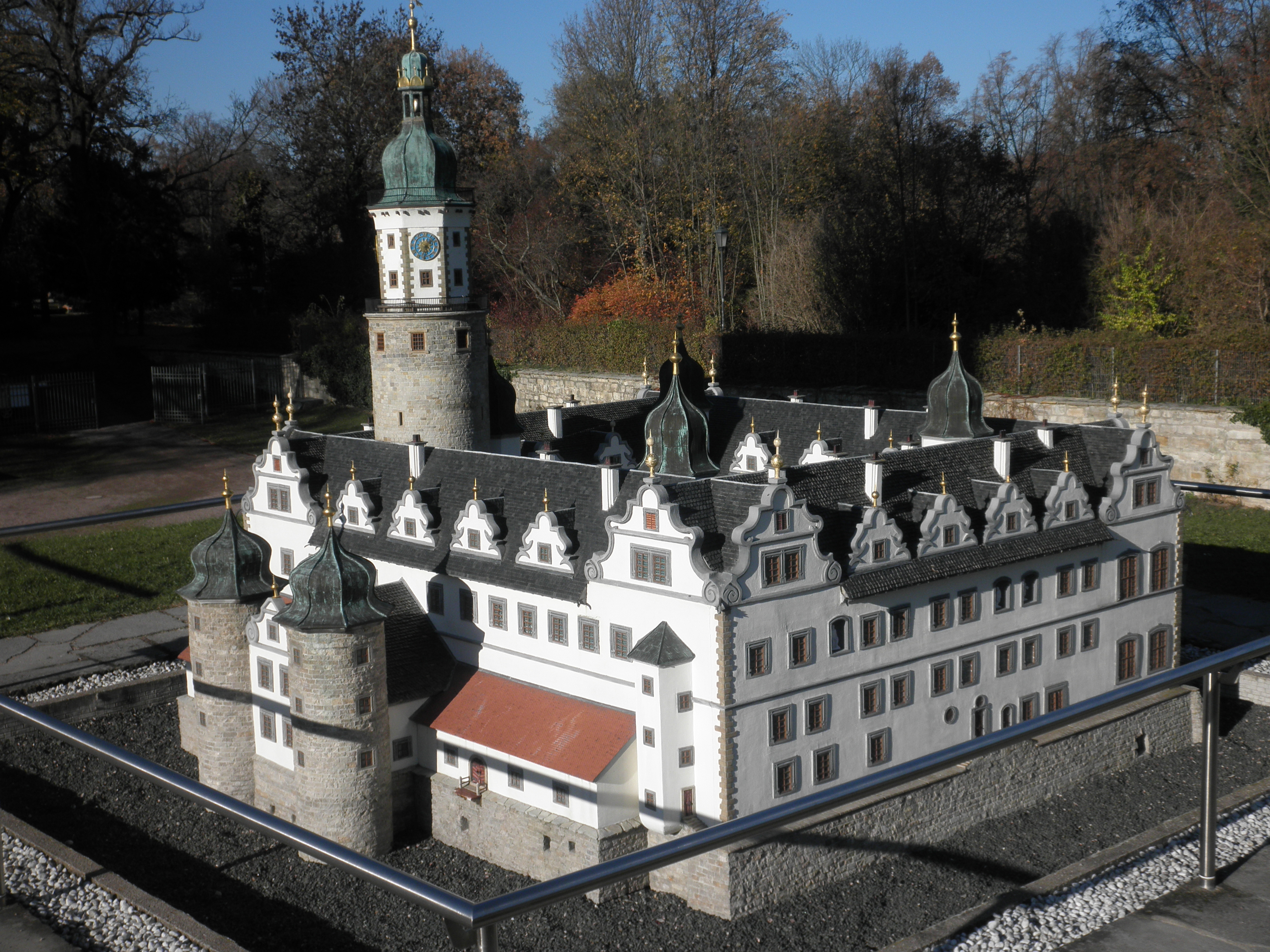
Schloss Neideck um 1580: Modell des Neideckvereins von 2001–2003

Das Schloss Neideck ist ein ehemaliges Wasserschloss im thüringischen Arnstadt (Ilm-Kreis). Heute ist es, bis auf den Schlossturm, nur noch als Ruine erhalten.

## Geschichte
Das Schloss wurde zwischen 1553 und 1560 durch Graf Günther XLI. von Schwarzburg errichtet. Es entstand im Stil der Renaissance auf der Grundmauer einer Burg der Hersfelder Äbte, die bereits 1273 erwähnt wurde.
Schloss Neideck wurde Sitz der Grafen von Schwarzburg-Arnstadt, Arnstadt damit zur Residenzstadt. Als Fürst Anton Günther II. im Jahr 1716 verstarb, wurde die Residenz daraufhin nach Sondershausen verlegt. Das Schloss stand nun fast leer und wurde auch als Stallung gebraucht. Steine wurden abgetragen, um damit Brücken zu bauen. Der Verfall setzte ein, schließlich stürzte das Schloss 1779 teilweise zusammen. Im April 1945 wurde der Turm durch amerikanischen Artilleriebeschuss beschädigt. Das Schloss Neideck diente bis 2015 als Außenkulisse des Internatsgebäudes in der Fernsehserie Schloss Einstein.

## Gegenwärtiger Zustand
1998/1999 wurde der 65 Meter hohe Schlossturm restauriert und ist begehbar. Außerdem wurden in den letzten Jahren die Reste der Ruine freigelegt und gesichert. Auf dem Gelände des Schlosses wurde ein Schlossmodell im Maßstab 1:20 errichtet, das zusammen mit weiteren Miniaturbauten täglich besichtigt werden kann. Im nahegelegenen, um 1650 erbauten Gärtnerhaus des Schlosses ist ein Modell der Stadt Arnstadt um das Jahr 1740 im Maßstab 1:200 aufgebaut.